# Hüftdysplasie
Die Hüftdysplasie oder Hüftgelenkdysplasie (englisch hip dysplasia, developmental dysplasia of the hip, congenital dysplasia of the hip; Abkürzungen: CDH, DDH), auch angeborene Hüftgelenksverrenkung genannt, ist eine Sammelbezeichnung für angeborene oder erworbene Fehlstellungen und Störungen der Verknöcherung (Ossifikation) des Hüftgelenks beim Neugeborenen. Die Hüftdysplasie kann dabei alleinstehend oder zusammen mit anderen angeborenen Fehlbildungen vorkommen. Die alleinstehende Hüftdysplasie ist erheblich häufiger anzutreffen und findet sich in signifikant höherer Zahl bei Mädchen als bei Jungen. Es werden mehrere Faktoren als begünstigend oder teilweise verursachend angesehen: ein Faktor ist die Beckenendlage. Die Symptome der Hüftgelenksdysplasie sind zunächst Seitenungleichheit der Pofalten und Bewegungseinschränkungen der betroffenen Hüfte beim Strampeln. Ohne Behandlung kommt es bei schweren Formen zu bleibenden Schäden des Hüftgelenks mit Hinken, Gangstörungen und Schmerzen. Endzustand schwerer Formen ist die Hüftgelenksarthrose. Leichtere Formen weisen keine Schmerzen auf. Das Vorliegen einer Hüftgelenksdysplasie wird durch Einsatz vor allem der Sonographie, in selteneren Fällen des Röntgens und der Kernspin- oder Computertomographie gesichert. Die Behandlung erfolgt in den meisten Fällen ohne Operation durch Einsatz breiter Windeln und Wickeln oder Spreizhosen. Auch eine Ruhigstellung durch Spreizgips kann erforderlich sein. Die Notwendigkeit eines operativen Eingriffs besteht nur selten. Die Prognose der Hüftdysplasie ist seit Einführung des sonographischen Screenings bei Neugeborenen erheblich verbessert worden.

## Pathomechanismus

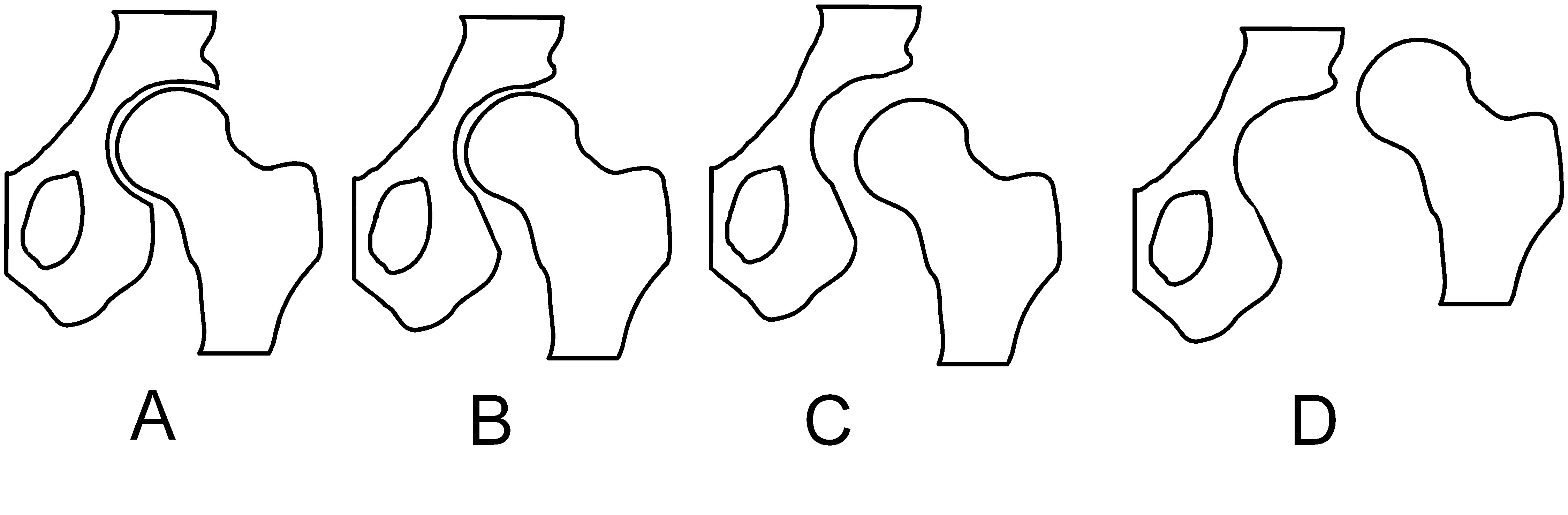
Bild 0. Formen der Fehlstellungen von Hüftkopf zu Hüftpfanne bei der Hüftdysplasie. A: Normal. B: Dysplasie. C: Subluxation. D: Luxation

Das Hüftgelenk ist ein Kugelgelenk und setzt sich aus der Hüftgelenkspfanne (Acetabulum) und dem Hüftgelenkskopf (Caput femoris) zusammen. Die Hüftgelenkspfanne wird aus Beckenknochen zusammengesetzt, der Hüftgelenkskopf gehört zum Oberschenkelknochen. Als Kugelgelenk ist das Hüftgelenk prinzipiell in allen Richtungen frei beweglich. Die Beweglichkeit wird durch das Ausmaß der Umschließung des Hüftgelenkkopfs durch die Hüftgelenkspfanne sowie von Bändern und Muskeln beschränkt. Die Hüftgelenkspfanne umschließt den Hüftkopf zu deutlich weniger als 50 % seiner Oberfläche. Einerseits ermöglicht dies eine hohe Beweglichkeit des Hüftgelenkkopfs im Raum, andererseits ist der Hüftgelenkskopf leicht aus der Hüftgelenkspfanne entfernbar (luxierbar). Ab dem Kleinkindesalter ist durch die knöcherne Struktur des Hüftgelenkskopfs und der Hüftgelenkspfanne eine knöcherne Stabilisierung erfolgt; auch die erstarkenden Bänder und Muskeln des Hüftgelenks stabilisieren dieses zusätzlich.
Im Gegensatz zum Kleinkind, Kind, Jugendlichen oder Erwachsenen besteht das Hüftgelenk beim Neugeborenen aus Knorpel. Im Rahmen der normalen Entwicklung wird im Säuglingsalter (3. bis 9. Lebensmonat) die Knorpelsubstanz fortlaufend durch Knochensubstanz ersetzt. Dies erfolgt sowohl in der Hüftpfanne als auch im Hüftkopf des Oberschenkelknochens (Femur). Für die regelmäßige Verknöcherung (Ossifikation) des Hüftgelenks ist eine richtige Stellung von Hüftkopf zu Hüftpfanne unerlässlich, da die bei Bewegungen des Hüftgelenks entstehenden Kräfte und Belastungen die Verknöcherung fördern. Ist die Stellung von Hüftkopf und Hüftpfanne nicht korrekt (Fehlstellung), kommt es ohne Korrektur zu einer Verknöcherung der Fehlstellung. Auch können sich Hüftpfanne und Hüftkopf in einigen Fällen nicht regelrecht in Form und Größe ausbilden. Dies führt mittelfristig zu einer mangelhaften Funktion des Hüftgelenks mit nachfolgender Schädigung und Zerstörung (Arthrose).
Neben den Fehlstellungen können auch Entwicklungsstörungen der knorpeligen Anlage des Hüftgelenks eine Dysplasie hervorrufen. Wenn die knorpelige Anlage der Hüftgelenkspfanne zu klein ausfällt, kann der ebenfalls noch knorpelige Hüftkopf auch bei anfänglich richtiger Position in der Hüftgelenkspfanne nicht mit ausreichender Sicherheit in der richtigen (zentrierten) Position gehalten werden. Die Folge ist ein erleichtertes Herausrutschen des Hüftkopfes aus der zentrierten Position in der Hüftgelenkspfanne. Das leichte Herausrutschen entspricht einer Subluxation (Teilverrenkung), das vollständige Herausrutschen einer Luxation (Verrenkung).

## Risikofaktoren und Epidemiologie
Das Risiko für Hüftdysplasie als einzige Dysplasie soll für Mädchen 13 mal höher als für Jungen sein; für kombinierte Fehlbildungen ist die Geschlechterverteilung dagegen fast symmetrisch (Dunn 1969, zitiert nach).
Bei Beckenendlage zum Geburtstermin kommt es gehäuft zu einer Hüftdysplasie, wobei in einer Metaanalyse über neun vorwiegend europäische Kohortenstudien mit 35.000 Kindern ein Risiko von 6,0 % für eine Hüftdysplasie gefunden wurde, wenn die Geburt bei Beckenendlage mittels Kaiserschnitt erfolgte, und 6,9 % bei vaginaler Entbindung.
Weitere exogene Faktoren wie intrauteriner Raummangel, z. B. durch Fruchtwassermangel, Mehrlingsschwangerschaften und schwere Kinder sollen ebenfalls gehäuft zu Hüftdysplasien führen.
Typisch für die Hüftdysplasie ist auch das mehrfache Auftreten in Familien oder in bestimmten Regionen („Dysplasienester“). Während deutschlandweit etwa 2 bis 4 % aller Neugeborenen von einer Hüftdysplasie betroffen sind, wurden vor allem in Hessen, in der Oberpfalz, in Franken und in Sachsen erheblich höhere Häufigkeiten festgestellt. Die Hüftgelenksdysplasie ist in Deutschland das häufigste kinderorthopädische Krankheitsbild bei Säuglingen.
Internationale Angaben zur Häufigkeit bei Neugeborenen schwanken in der Fachliteratur von ca. 4 % bis 50 %. Diese breite Spanne entsteht durch die unterschiedliche Einstufung der leichten Dysplasieformen, durch Screeningprogramme, eventuell auch durch technische und qualitative Unterschiede der Sonografie. Die höchsten Inzidenzen sind aus kleinen indigenen Gruppen wie Indianern und Samen berichtet, die niedrigsten aus Zentralafrika. Aus Europa wurden Zahlen zwischen 4 % (Skandinavien) und 36 % (Osteuropa) publiziert.

## Diagnostik
Die klinische Untersuchung des Neugeborenen oder Säuglings kann erste Hinweise auf das Vorliegen einer Hüftgelenksdysplasie liefern. Bei Betrachtung des Neugeborenen oder Säuglings in Bauchlage fällt eine Ungleichheit (Asymmetrie) der Gesäßfalten auf. Dies ist für eine Hüftdysplasie nicht beweisend, aber ein erster Hinweis. Auch die Schonung eines Beines mit gehemmter Abspreizung oder eine Längendifferenz der Beine kann ein Hinweis auf eine Hüftdysplasie sein. Durch Auslösung und Anwendung des sogenannten Ortolani-Zeichens kann die Verdachtsdiagnose einer Hüftgelenksdysplasie gestellt werden: Der Oberschenkel des Neugeborenen (oder Säuglings) wird durch Druck nach hinten und anschließender Abspreizung leicht aus einer dysplastischen Gelenkpfanne herausgedrückt und wieder hereingehebelt (subluxiert), was als „Klicken“ unter der Hand des erfahrenen Untersuchers eher zu spüren als zu hören ist. Die Durchführung ist umstritten und soll nach positivem Befund nicht unnötig wiederholt werden. Einerseits lässt sich durch eine wiederholte kräftige Untersuchung das Hüftgelenk durch Überdehnung der Gelenkkapsel ausrenken, andererseits kann hierdurch sowohl die Hüftpfanne als auch die Blutversorgung zum Hüftkopf beschädigt werden. Eine Femurkopfnekrose (Knocheninfarkt des Femurkopfes) wäre die Folge.

Winkel nach Graf

Als Standard in der Diagnostik gilt daher die in den ersten Lebenswochen durchgeführte Sonographie der Hüfte. Sie ist schmerzlos, vom erfahrenen Untersucher schnell und einfach anzuwenden, ohne Strahlenbelastung und stellt die knorpeligen Strukturen und knöchernen Fixpunkte in der Regel gut dar.
Um die Notwendigkeit einer möglicherweise riskanten klinischen Untersuchung zu eliminieren, wurde 1996 zunächst in Österreich ein Screening der Hüften aller Neugeborenen mittels der Sonographie eingeführt. Die Sonographie der Hüftgelenke ist auch Bestandteil der Vorsorgeuntersuchung U3 in Deutschland.
Röntgenuntersuchungen erlauben sehr präzise Aussagen über die Verknöcherung des Hüftgelenks und die Stellung der Bestandteile des Hüftgelenks zueinander, bilden allerdings keine Knorpelstrukturen ab, weshalb sie in der Regel erst nach dem dritten Lebensmonat zur Anwendung kommen. Nachteilig ist außerdem die damit verbundene Strahlenbelastung. Zu den Beurteilungskriterien in der Hüftübersichtsaufnahme gehören verschiedene Winkel der knöchernen Hüftkopfüberdachung (Zentrum-Eck-Winkel und Pfannendachwinkel) sowie die Menard-Shenton-Linie und die Epiphysendistanz zur Beurteilung einer Fehlstellung.
Die Kernspintomographie wird nur selten eingesetzt, erlaubt aber eine sehr gute Aussage über Knorpel, Knochengrenzen und Knochenmark sowie Weichteilverhältnisse. Sie ist allerdings bei weitem nicht so leicht verfügbar, schnell durchführbar und standardisiert auswertbar wie die Sonographie. Auch die Durchführung bei Neugeborenen und Säuglingen ist schwierig, da die ausreichende Ruhigstellung bei dem mit der Kernspintomographie verbundenen Lärm nur selten allein und ohne Hilfe von Beruhigungs- oder Schlafmitteln erfolgt.

## Klassifikation
Je nach dem angewendeten Untersuchungsverfahren (mittels Ultraschall oder durch Röntgen) bestehen Schemata für die Klassifikation und damit die Feststellung und Einteilung nach Schweregrad der angeborenen Hüftluxation. Wegen fehlender Strahlenbelastung und der guten Darstellbarkeit knorpeliger Strukturen hat die Ultraschalluntersuchung im Neugeborenenalter nach dem österreichischen Orthopäden Reinhard Graf sich weitgehend durchgesetzt. Graf entwickelte als Beurteilungshilfe zur Bewertung der Pfannendachverhältnisse zwei verschiedene Messwinkel. Anhand des Pfannendachwinkels α und des Knorpeldachwinkels β lassen sich unter Berücksichtigung des Alters des Kindes die Grade der Dysplasie einschätzen und daraus Therapieformen ableiten.
| Typ                                                                             | Beschreibung                                                                                          | Alpha-Winkel (α) | Beta-Winkel (β) | Bild                 | Maßnahmen und Therapie |
| ------------------------------------------------------------------------------- | --- | ---------------- | --------------- | -------------------- | --- |
| Typ I – Normal entwickelte und ausgereifte Hüfte                                | |                  |                 |                      | |
| Ia                                                                              | Jedes Lebensalter: Normal entwickelte Hüfte. Mit spitzem knorpeligen Erker.                           | > 60°            | < 55°           | Ultraschall Ia Hüfte | Keine Therapie. |
| Ib                                                                              | Jedes Lebensalter: Normal entwickelte Hüfte. Mit stumpfem knorpeligen Erker.                          | > 60°            | > 55°           | Ultraschall Ib Hüfte | Keine Therapie. |
| Typ II – Reifungsverzögerung der Hüfte (Dysplasie)                              | |                  |                 |                      | |
| IIa (+)                                                                         | Bis 3. Lebensmonat: Physiologische Verzögerung der Hüftentwicklung. Ohne Reifungsdefizit der Knochen. | 50°–59°          | < 55°           |                      | Keine Therapie. Aber Kontrolle notwendig.                                                                                             |
| IIa (-)                                                                         | Bis 3. Lebensmonat: Physiologische Verzögerung der Hüftentwicklung. Mit Reifungsdefizit der Knochen.  | 50°–59°          | > 55°           |                      | Kontrolle in kurzem zeitlichen Abstand. Spreizbehandlung.                                                                             |
| IIb                                                                             | Nach 3. Lebensmonat: Echte Reifungsverzögerung (verzögerte Knochenreifung).                           | 50°–59°          | 55°–70°         |                      | Spreizbehandlung erforderlich. |
| IIc                                                                             | Gefährdete oder kritische Hüfte. Hüfte ist luxierbar.                                                 | 43°–49°          | 70°–77°         |                      | Sofortige Spreizbehandlung. Ohne Behandlung verschlechtert sich die Dysplasie.                                                        |
| D (IId)                                                                         | Hüfte beginnt zu dezentrieren.                                                                        | 43°–49°          | > 77°           |                      | Sofortige Spreizbehandlung. Sichere Immobilisation (beispielsweise Spreizgips) erforderlich.                                          |
| Typ III – Dezentrierte Hüftgelenke (Dysplasie mit Fehlstellung)                 | |                  |                 |                      | |
| IIIa                                                                            | Nach oben verlagerter knorpeliger Erker ohne Veränderung desselben.                                   | < 43°            | > 77°           |                      | Sofortige Behandlung zwingend. Eventuell stationäre Aufnahme in ein Krankenhaus. Korrektur der Hüftposition. Immobilisation mit Gips. |
| IIIb                                                                            | Nach oben verlagerter knorpeliger Erker mit Veränderung desselben.                                    | < 43°            | > 77°           |                      | Sofortige Behandlung zwingend. Stationäre Aufnahme in ein Krankenhaus. Korrektur der Hüftposition. Immobilisation mit Gips.           |
| Typ IV – Vollständige Hüftluxation (schwere Dysplasie mit starker Fehlstellung) | |                  |                 |                      | |
| IV                                                                              | Vollständige Luxation.                                                                                | < 43°            | > 77°           |                      | Sofortige Behandlung zwingend. Stationäre Aufnahme in ein Krankenhaus. Korrektur der Hüftposition. Immobilisation mit Gips.           |

## Therapie

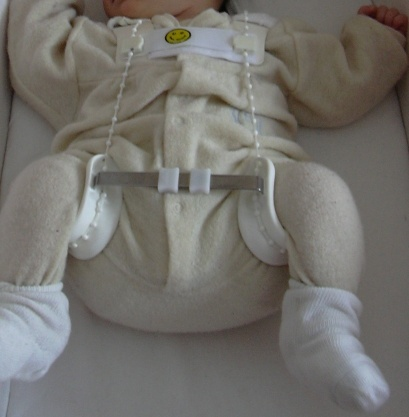
Tübinger Hüft-Beuge-Schiene

In den Jahren 1894/1895 beschrieb Adolf Lorenz seine Methode der „unblutigen chirurgischen Behandlung“ der angeborenen Hüftgelenk(s)verrenkung.
Bei den leichteren Formen der Hüftgelenkfehlbildung reicht es meistens aus, das Kind konsequent breit zu wickeln. Moderne Windelsysteme unterstützen das Wickeln von Säuglingen in gespreizter Beinhaltung. Auch das Tragen von Babys im Babytragetuch kann Dysplasien entgegenwirken. Dabei muss unbedingt auf einen Steg geachtet werden, der die Beine korrekt abspreizt, er muss von Kniekehle zu Kniekehle reichen und sollte eine Abspreizung von 30 bis 45 Grad beidseits (also pro Seite) ergeben. Außerdem dürfen die Beine nicht herabhängen. Vielmehr sollte das Baby im Tragetuch hocken, mit tiefem Po und Kniekehlen etwa in Bauchnabelhöhe des Kindes.
Das gilt im Übrigen auch für Kinder mit gesunder Hüfte. Denn die Hüfte entwickelt sich bei jedem Kind noch, da sie nachreifen muss. Sie ist noch nicht verknöchert.
Sind die Veränderungen schwerer, so wird eine Bandagenversorgung, das Tragen einer Schiene oder ein Gips erforderlich. Es kann sogar notwendig werden, durch eine Operation dafür zu sorgen, dass die Hüftköpfe wieder in die Pfannen hineinrutschen können.

## Operative Eingriffe
Im Falle eines operativen Eingriffs erfolgt das Korrigieren des verrutschten Hüftkopfs in seine Ausgangslage. Die Art der Operation hängt dabei vom Alter der erkrankten Person ab: Bei Kindern erfolgt eine orthopädische Operationstechnik, welche eine Überdachung des Hüftkopfes bezwecken soll (Salter-Osteotomie). Bei erwachsenen Personen erfolgt überwiegend entweder eine 3-fach Beckenosteotomie nach Tönnis (Triple-Osteotomie) oder eine periacetubuläre Osteotomie nach Ganz (PAO).
Bei Triple-Osteomie nach Tönnis wird das Becken an den drei Stellen (Os ilium (Darmbein), Os pubis (Schambein) und Os ischii (Sitzbein)) durchtrennt; Darmbein und Schambein anschließend mit Schrauben oder Drähten in der Korrekturstellung fixiert.
Bei der PAO wird der hintere Teil des Sitzbeins nicht durchtrennt; dadurch bleibt der Beckenring in seiner Kontinuität erhalten. Dadurch resultiert eine höhere Stabilität nach der Operation; eine frühere Belastung der operierten Hüfte ist möglich.
Beide Techniken bewirken ein Schwenken des Acetabulums (der Hüftpfanne), wodurch der Femurkopf schließlich wieder besser überdacht ist.

## Spätfolgen

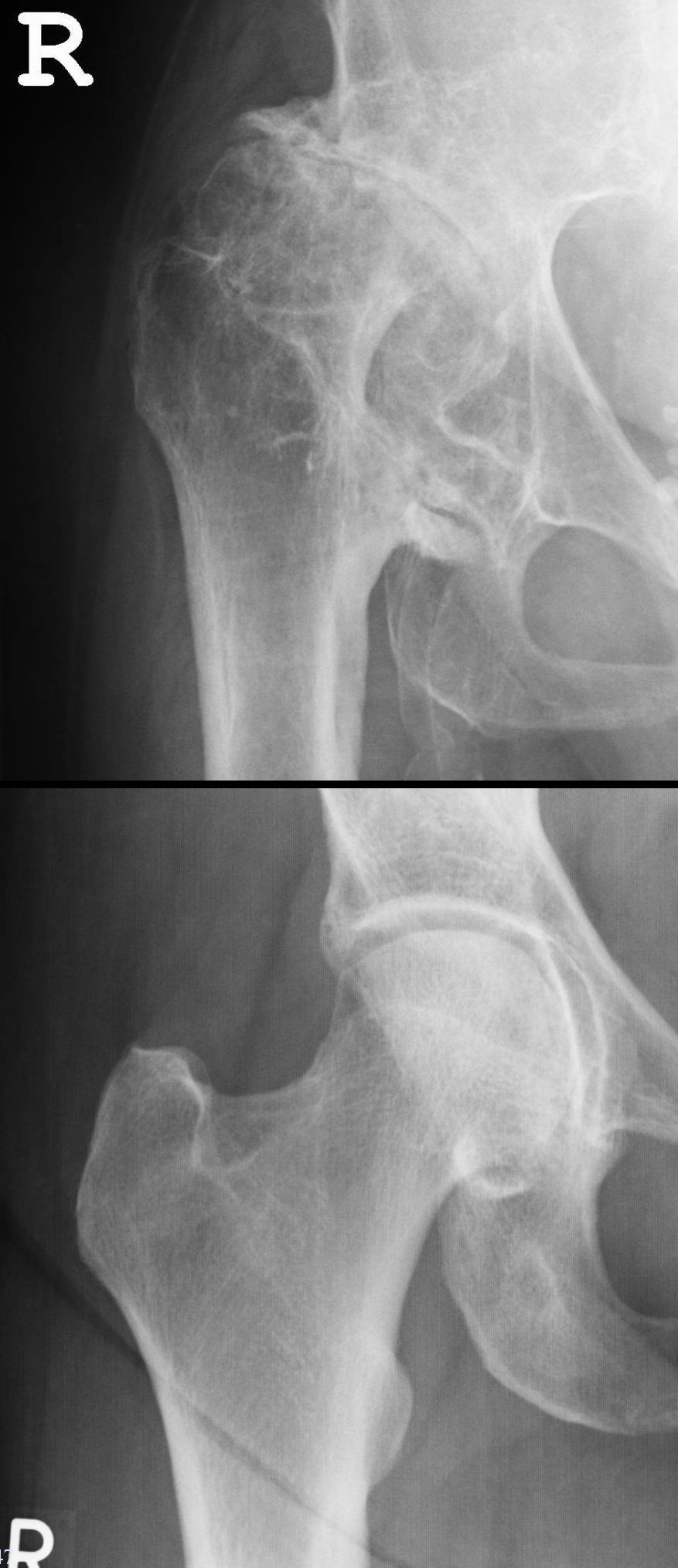
Oben: Dysplasie-Coxarthrose / unten: normales Hüftgelenk

Unbehandelte Fehlbildungen leichterer Ausprägung der Hüftgelenke können später zu vorzeitigem Verschleiß führen, man nennt das Dysplasiecoxarthrose. Eine solche ist im oberen Bild zu sehen: Der Hüftkopf ist nicht hinreichend überdacht und deswegen nach oben ausgewandert. Hieraus resultiert eine Beinverkürzung (bei diesem Patienten um 6 cm). Im Laufe der Zeit ist es zu einer massiven Entrundung des Kopfes gekommen. Der Gelenkspalt ist fast ganz aufgehoben. Das Hüftgelenk ist steif.
Sind die Hüften ausgerenkt, behindert das die Entwicklung der Motorik des Kindes erheblich. Hier ist es so früh wie möglich notwendig, auf konservativem oder operativem Weg eine normale Funktion der Hüften zu erreichen. Früher wurden häufig Umstellungsoperationen durchgeführt, die den Winkel zwischen Oberschenkelschaft und Hals korrigieren sollten. Man nahm damals an, hiermit der Entwicklung von Arthrosen entgegenwirken zu können. Inzwischen weiß man, dass längst nicht alle Hüften, die von diesem idealen Winkel abweichen, auch tatsächlich früher arthrotisch werden. Die Indikation zur Korrekturosteotomie wird wesentlich restriktiver gehandhabt, zumal die Ergebnisse des Hüftgelenkersatzes immer besser werden.